# 機動車輛

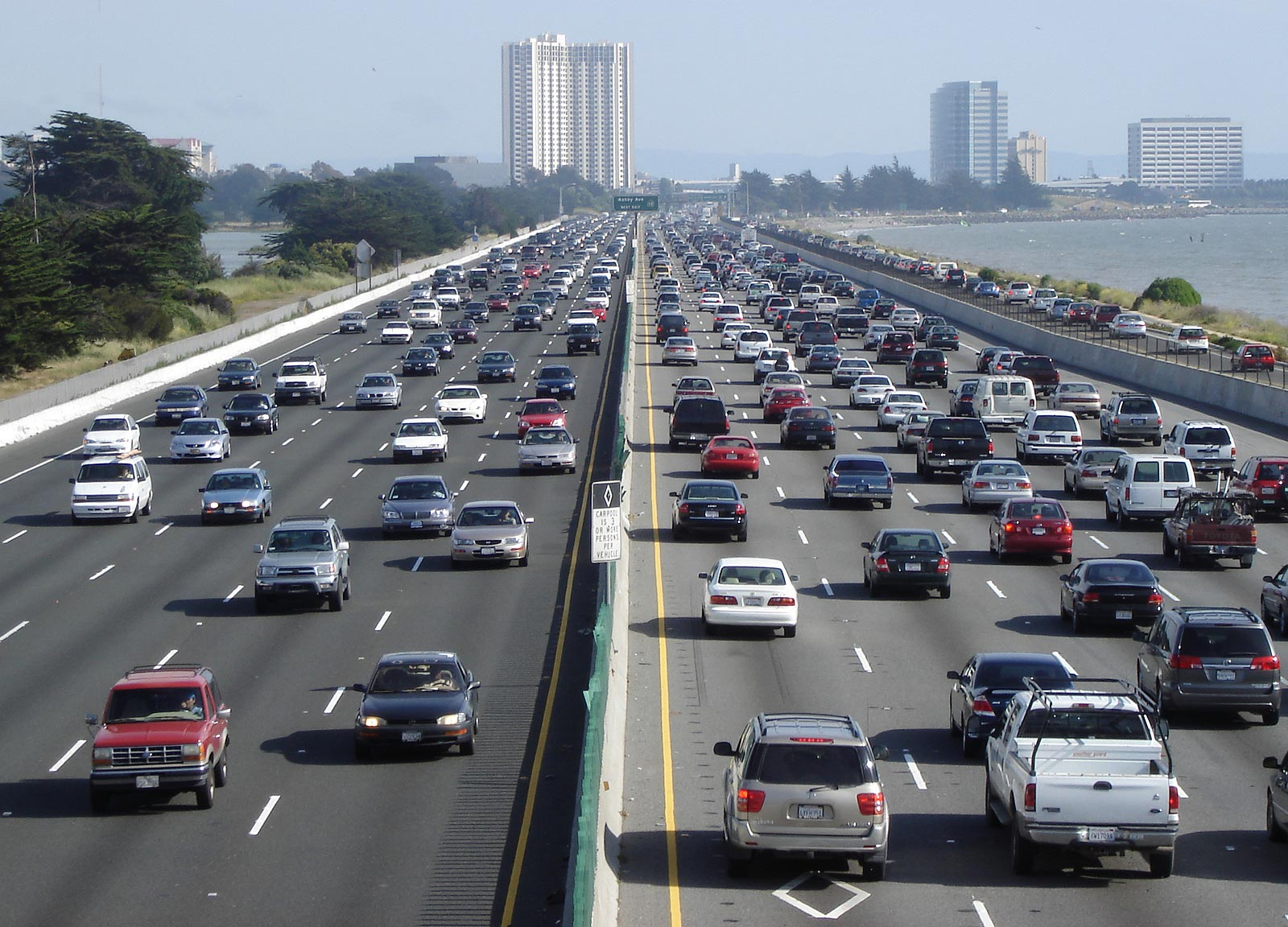
美国是世界上人均汽车拥有率最高的国家，截至2016年，每1000人拥有832辆汽车。

機動車輛（英語：motorized vehicle）又稱動力車輛、机动车（motor vehicle）、自动车（或）或汽车（car），泛指自带发动机驱动或牵引的车辆 ，与依赖人力或畜力驱动的非机动车相对应。“机动车辆”一词在通俗意义上主要指在道路上行駛的轮式車輛，一般不包括履带式车辆或行駛在鐵軌上的轨道车辆（火車、地铁、轻轨、单轨等），虽然后两者在广义上都完全属于机动车的范畴。法律上認定的機動車輛通常可以笼统的分为客运（乘用车，passenger vehicle）和货运（通用车，utility vehicle）两大类，前者根据运力和应用对象可分为单车（如摩托车）、私家车（包括轿车 、越野车、面包车和旅居车等，以及客货两用的皮卡）、客车（根据用途可分为公交客车、旅游客车和长途客车）、以及警车、救护车、灵车等特种车辆；后者可分为自带货载区的货车（卡车）和油罐车、主要用来牵引拖车或其它车辆的牵引车、拖吊车和拖拉机、用来承载土木机械的工程车（如吊车、推土车、装载机、挖土车、压路车、叉车）、以及消防车、洒水车、垃圾车等公共服务车辆。装有重型武器的军用机动车则统称战车。
机动车辆最早的驱动力来自于蒸汽机，但自第二次工业革命后主要來自於内燃机（汽油发动机或柴油发动机）或牵引电动机，在进入21世纪后则开始愈加普及混合驱动和电池纯电驱动的动力系统。机动车因其行驶速度和加速能力通常远高于非机动车辆，加上车体自重和载重所赋予的动量，如果驾驶不当会造成很严重的交通安全隐患，在世界各国都是交通法规的重要规制对象，有着较为严格的车速限制和强制性的车辆安全标准，机动车肇事也有着与非机动车和行人完全不同力度的追责和惩罚规则。机动车驾驶者通常需要通过官方指定的交通管理机构的考核获取驾照并完成车辆号牌申请才能在公路上合法行驶，但一些低速的轻型机动车辆（比如电动机车、电动代步车和摩托化自行车）在一些地区可能会被视为非机动车，但在其他地区则與一般車輛一樣須通過檢驗并領取駕照──例如电动自行车在中國大陸被中華人民共和國法律定義為非机动车，但在香港特区则被香港法律界定為機動車輛，需要申请电机车驾照。